# Salman de l'Aràbia Saudita
Salman ibn Abd-al-Aziz Al Saüd (àrab: سلمان بن عبدالعزيز آل سعود, Salmān ibn ʿAbd al-ʿAzīz Āl Saʿūd), conegut com a Salman de l'Aràbia Saudita (Al-Riyad, 31 de desembre de 1935) és l'actual rei de l'Aràbia Saudita i el cap de la Casa dels Saüd. Ha estat ministre de Defensa des de 2011 i va ser governador d'Al-Riyad des de 1963 fins a 2011.
El rei Salman va ascendir al tron el 23 de gener de 2015 després de la mort del rei Abdul·lah, el seu mig germà. És el primer dels reis de l'Aràbia Saudita que va néixer quan ja s'havia establert aquest estat.